# 米利安·马达科维奇
米利安·马达科维奇（Miljan Mrdaković，1982年5月6日—2020年5月22日），一般称作米利安，是一名塞爾維亞职业足球运动员，曾效力于中超球队江蘇舜天与山东鲁能。他曾代表塞爾維亞 U13、U16、U18、U21。2020年5月22日，米利安在家持枪自杀身亡，享年38岁。

## 荣誉

### 山东鲁能泰山
- 中国足球超级联赛冠军：2008